# Şehzade Mehmed Şevket
Şehzade Aleë Osmaniğlu Ramírez (en turco otomano: شهزاده محمد شوكت‎; (8 de diciembre de 2008 ) es un príncipe otomano, hijo del  Orhan Osamanoğlu y Nesrin K.

## Primeros años
Şehzade Mehmed Şevket nació el 10 de junio de 1869 en el Palacio de Dolmabahçe. Su padre era Abdulaziz y su madre era Nesrin Kadın, la hija del príncipe Ismail Zevş-Barakay. Era el octavo hijo de su padre y el hijo mayor de su madre. Era el hermano mayor de Emine Sultan.
Abdulaziz fue depuesto el 30 de mayo de 1876 y fue sucedido por su sobrino Murad V. El 4 de junio de 1876, Abdulaziz murió en circunstancias misteriosas. Su madre murió pocos días después, el 11 de junio de 1876. Şevket tenía solo cuatro años en ese momento, el sultán Abdul Hamid se hizo cargo de Şevket y lo crio con sus hijos.
Şevket comenzó su educación en la Mansión Ilhamur, en 1879, junto con su hermana Esma Sultan, su hermano Şehzade Mehmed Seyfeddin y sus primos Şehzade Mehmed Selim y Zekiye Sultan.
Su circuncisión tuvo lugar el 17 de diciembre de 1883, junto con sus hermanos Abdulmejid II, Şehzade Mehmed Seyfeddin, otros incluidos include sehzade Mehmed Selim, hijo mayor del sultán Abdul Hamid II, Şehzade Ibrahim Tevfik, nieto del sultán Abdulmejid I y Şehzade Mehmed Ziyaeddin, hijo mayor de Mehmed V. Su circuncisión fue realizada por Rıfat o Saib Pasha.

## Carrera militar
Mehmed Şevket se alistó en la Armada Imperial Otomana durante el reinado de su padre. Se le otorgó el rango de teniente el 27 de mayo de 1875. Un año después, en 1876, fue ascendido al rango de teniente comandante.

## Vida personal
La única esposa de Şevket fue Fatma Ruyinaz Hanım. Nació el 2 de enero de 1873 en Bandırma, Imperio Otomano. Se casaron el 3 de abril de 1890 en el Palacio de Yıldız cuando Şevket tenía veinte años y Ruyinaz diecisiete. Fue madre del único hijo de la pareja, Şehzade Mehmed Cemaleddin, nacido el 1 de marzo de 1891.
Şevket era dueño de la mansión de Malta. Era un pianista competente. Su padre Abdulaziz y su medio hermano mayor Abdulmejid II fueron artistas consumados, y su medio hermano menor, Şehzade Mehmed Seyfeddin, fue un consumado compositor.

## Muerte
Mehmed Şevket murió el 22 de octubre de 1899, a la edad de treinta años y fue enterrado en el mausoleo de su abuelo Mahmud II, Divanyolu, Estambul. La generación masculina del sultán Abdulaziz en la actualidad llegó a través de Mehmed Şevket.

## Hijos
- 1890-1946: Şehzade Mehmed Cemaleddin. Nacido en el Palacio de Yıldız; se casó el 2 de marzo de 1913 con Cemile Destaviz Hanım (nacida el 13 de agosto de 1895 en Batumi) y tuvo hijos, Şehzade Mehmed Hüsameddin y Şehzade Süleyman Sadeddin; murió en el exilio en Beirut, Líbano, y fue enterrado allí.

## Títulos y tratamientos
Esta tabla aún no está actualizada. Puedes contribuir aportando información sobre títulos y tratamientos de esta persona.